# Conchylia lapsicolumna
Conchylia lapsicolumna là một loài bướm đêm trong họ Geometridae.